# 首府地區 (卑詩省)
首府地區（英語：Capital Regional District，簡稱：CRD）是加拿大卑詩省的一個區域局，位於溫哥華島南部，當中包含了溫哥華島南端以及南海灣群島（Southern Gulf Islands）。根據2021年人口普查，首府地區共有415,451人。
首府地區包括溫哥華島上大維多利亞地區所包含的十三個城鎮和胡安·德·富卡選區（Juan de Fuca Electoral Area）、鹽泉選區（Salt Spring Electoral Area）以及南海灣群島選區（Southern Gulf Islands Electoral Area）。儘管首府地區的行政中心是在維多利亞市，但它的辦公室和營運設施遍佈各個城鎮。首府地區面積有2,338.22平方公里。
首府地區於1966年由七個城鎮和五個選區聯合而成，為各個成員和農村地區政府所相遇到的問題提供協調工作。

## 政治區劃

### 設有地方政府建制的城鎮
*（市鎮成員地圖）
- 中央薩尼奇市鎮區（District Municipality of Central Saanich）
- 科爾伍德市（City of Colwood）
- 埃斯奎莫爾特鄉鎮（Township of Esquimalt）
- 高地市鎮區（District Municipality of Highlands）
- 蘭福德市（City of Langford）
- 梅特喬辛市鎮區（District Municipality of Metchosin）
- 北薩尼奇市鎮區（District Municipality of North Saanich）
- 橡樹灣市鎮區（District Municipality of Oak Bay）
- 薩尼奇市鎮區（District Municipality of Saanich）
- 悉尼鎮（Town of Sidney）
- 蘇克市鎮區（District Municipality of Sooke）
- 維多利亞市（City of Victoria）
- 維尤羅亞爾鎮（Town of View Royal）

### 非建制地區
首府地區內沒有建制為城鎮的地區（即非建制地區）劃入三個選區（electoral area），分別為鹽泉島選區、南海灣群島選區和胡安·德·富卡選區。這三個選區各有一名委員在首府地區委員會中代表該區。

#### 鹽泉島選區
（地圖） （页面存档备份，存于）
鹽泉島選區，又作首府地區己選區（Electoral Area F），是屬於首府地區內的選區之一，涵蓋首府地區在鹽泉島上的非建制地區。
選區所包含的主要地方有：
- 恒河（英语：Ganges, British Columbia）
- 富爾福德港（英语：Fulford Harbour, British Columbia）
- 維蘇威海灣（英语：Vesuvius Bay, British Columbia）
- Long Harbour（英语：Long Harbour, British Columbia）

根據加拿大2011年人口普查：
- 人口：10,234人
- 人口變化：+6.2百分比（2006-2011）
- 民居：5,653
- 面積：183.03平方公里
- 人口密度：每平方公里55.9人

#### 南海灣群島選區
（地圖） （页面存档备份，存于）

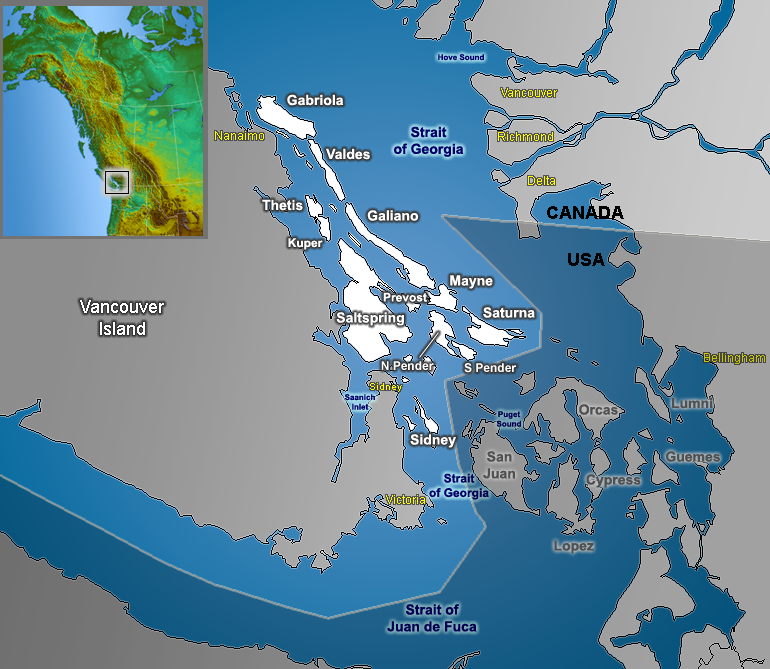
南海灣群島在喬治亞海峽的位置

南海灣群島選區，又作首府地區庚選區（Electoral Area G），是屬於首府地區內的選區之一，曾被稱為外海灣群島選區（Outer Gulf Islands Electoral Area），當中包含首府地區在加利亞諾島、薩圖納島、梅恩島、南北彭德島，以及喬治亞海峽（Strait of Georgia）和維多利亞以東及以北諸多小島上的非建制地區。根據2011年人口普查，有4,868人在此選區内居住。
選區所包含的主要地方有：
- Bedwell Harbour（英语：Bedwell Harbour, British Columbia） (South Pender Island)
- (Galiano Island)
- (North Pender Island)
- Saturna（英语：Saturna, British Columbia） (Saturna Island)
- Sturdies Bay（英语：Sturdies Bay, British Columbia） (Galiano Island)
- (Mayne Island)

#### 胡安·德·富卡選區
（地圖） （页面存档备份，存于）
胡安·德·富卡選區，又作首府地區辛選區（Electoral Area H），是屬於首府地區內的選區之一，當中包括以下地區：
- 位於薩尼奇内灣（Saanich Inlet）的
- 位於薩尼奇西部海岸入口的馬拉哈特（英语：Malahat, British Columbia）
- 位於East Sooke（英语：East Sooke）的Western Communities（英语：Western Communities）
- 約旦河（Jordan River）
- Otter Point（英语：Otter Point (Greater Victoria)）
- 雪莉（英语：Shirley, British Columbia）
- Port Renfrew（英语：Port Renfrew, British Columbia）
- 位於戈登河 2（Gordon River 2）的原住民保留地

根據2011年人口普查，本選區人口為4,351人（不包括原住民保留地內的居民），總面積有1,502.24平方公里。

## 管理角色

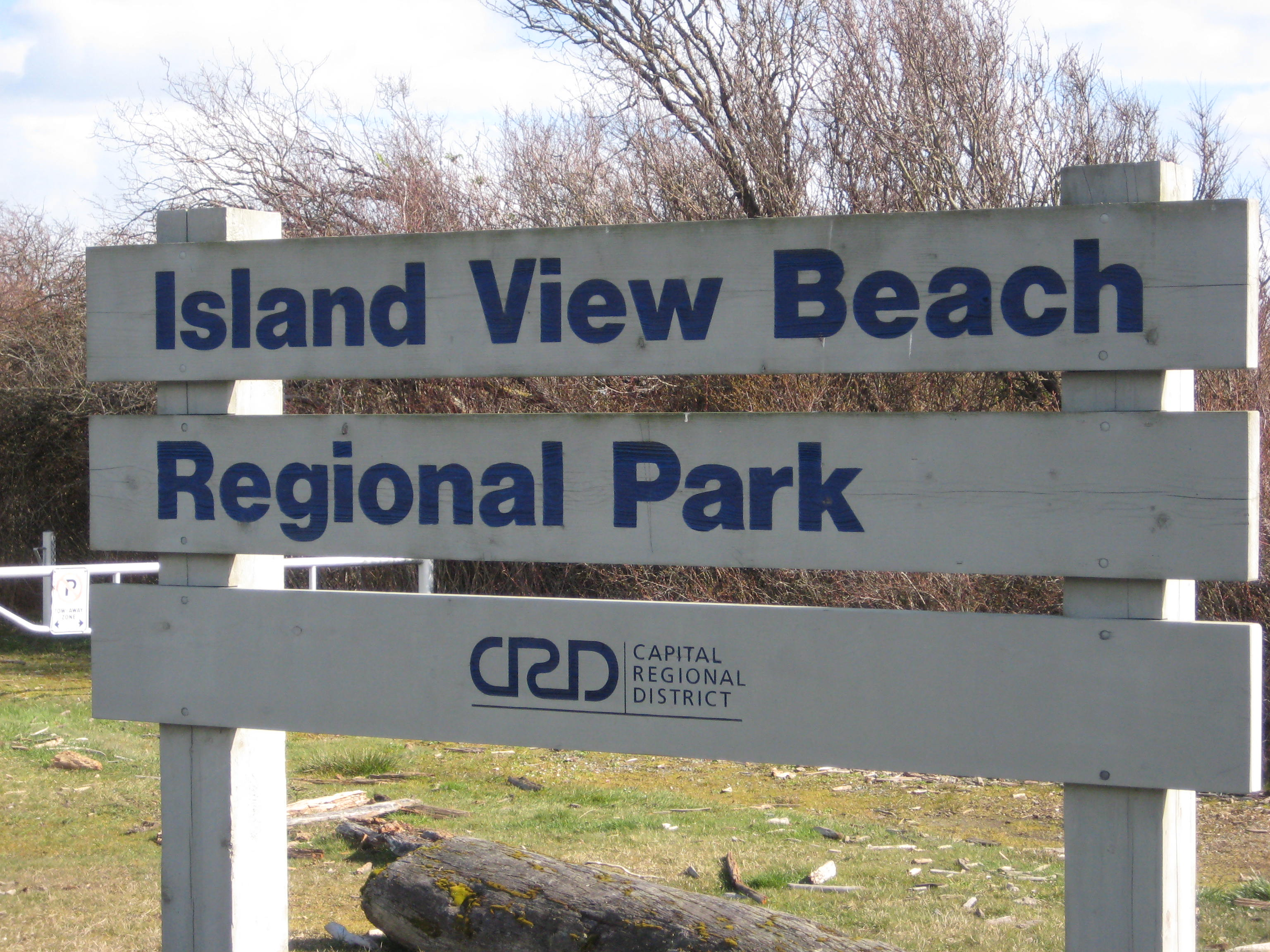
首府地區在島觀海灘區域公園（Island View Beach Regional Park）的標牌

首府地區委員會的委員由兩種方法產生：代表建制城鎮的委員由該城鎮的議會委任而成，而代表非建制地區的委員則由區内選民直接選出
首府地區的職責包括廢物回收、營運區内的堆填區、建造和營運污水處理廠、管理區内食水供應、資助非牟利藝術團體、區域事務規劃、為區内醫療設施提供撥款、以及管理區内30個區域公園。在區内營運超過1200個出租住宅單位的首府地區房屋公司（Capital Region Housing Corporation）亦全資隸屬首府地區。首府地區亦有權在某些範疇上通過附例，針對區内部分或所有地域，例如禁止在所有公眾場所以及酒吧食肆的露天座位吸煙。
此外，首府地區亦於區内的非建制地區提供市政服務，包括動物管制、樓宇檢查、消防、以及附例執行。部分建制城鎮亦與首府地區簽約，由後者提供上述部分服務。

## 首府地區醫院區
首府地區醫院區（Capital Regional Hospital District）的主要職能為向區内的醫療設施提供資金；區内醫療系統的實際營運單位則為溫哥華島衛生局（Vancouver Island Health Authority）。首府地區醫院區的委員由首府地區委員會的成員同時出任。

## 外部連結
- （英文）Capital Regional District （页面存档备份，存于）－首府地區官方網站
  - （英文）Southern Gulf Islands Electoral Area Main Page （页面存档备份，存于）－南海灣群島選區頁面
  - （英文）Juan de Fuca Electoral Area website （页面存档备份，存于）－胡安·德·富卡選區頁面
  - （英文）Salt Spring Main Page （页面存档备份，存于）－鹽泉島選區頁面
- （英文）Capital Regional District at BC Geographical Names （页面存档备份，存于）